# Utena län
Utena är ett län i östra Litauen. Totalt hade länet 146 080 invånare 2013 och en area på 7 206 km², som gör den till det minst tätbefolkade länet i Litauen. Huvudstaden är Utena. Det kända kärnkraftverket Ignalina ligger i sydöstra delen av länet.
De främsta industrierna är textil, mat, timmer, öl, vin och elkraftteknik. Provinsen är även framstående inom turism, med många sjöar, stora skogar och parker som Aukštaitija nationalpark.
Den 1 juli 2010 avskaffades länsstyrelsen, varefter länet numera endast är en territoriell och statistisk enhet.